# Synchronspringen

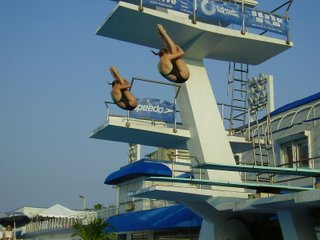
Synchronspringen Frauen (Sharleen Stratton und Bree Cole, Australien)

Das Synchronspringen ist eine Variante des Kunst- und Turmspringens.

## Technik
Das Synchronspringen zählt als Wassersportart seit dem Jahr 2000 zu den olympischen Disziplinen. Dabei springen je zwei Sportler vom 3-m-Brett oder vom Sprungturm. Bewertet werden dabei sowohl die individuelle Ausführung des Einzelspringers als auch die Synchronität beider Sprünge, die vollkommen identisch sein sollen. So genannte „Gegensprünge“, Vor- und Rückwärtssalti bzw. Auerbachsalto und Delphinsalto, welche symmetrisch ausgeführt werden, sind heute bei Wettkämpfen nicht mehr zulässig.
Die Systematik der Sprungelemente sowie deren Training sind weitgehend mit dem Einzelkunstspringen identisch. Neben den Altersklassen A-, B- und C-Jugend gibt es einen Olympischen Kader. Im Wettkampf werden bei den Damen fünf Sprünge gefordert, bei den Herren sechs.

## Bekannte Sportler
Bekannte Synchronspringer sind der Russe Dmitri Sautin, der mit verschiedenen Partnern bei den ersten Wettkämpfen bei den Olympischen Spielen 2000 Gold im Turm-Synchronspringen und Silber im Springen vom 3-Meter-Brett gewann, oder der Australier Robert Newbery, der 2000 und 2004 Bronze vom 3-Meter-Brett gewann. Bei den Frauen sind etwa die Kanadierin Émilie Heymans, Silber 2000 und Bronze 2004 vom Turm, und das Paar Wera Iljina und Julija Pachalina, Gold 2000 und Silber 2004 vom Brett, zu nennen. Guo Jingjing gewann vom Brett nach Silber 2000 mit einer anderen Partnerin Gold 2004.
Bekannte deutsche Springer sind Jan Hempel und Heiko Meyer, die 2000 bei den Olympischen Spielen vom Turm Bronze gewannen, Annett Gamm 2002, sowie 2004 und 2006 mit Nora Subschinski Europameisterinnen, Ditte Kotzian und Conny Schmalfuß sowie bei den Männern Andreas Wels und Tobias Schellenberg, die vom Drei-Meter-Brett Olympiasilber 2004 gewannen.